# Списък с детски игри
Списъкът с детски игри включва игри, които са били играни от деца, някои от които се играят и днес. Традиционните детски игри не включват комерсиални продукти като настолни игри, но включват игри, които изискват реквизит като фигури или топчета. Въпреки че се предават предимно от уста на уста, поради това, че не се считат за подходящи за академично изучаване или внимание на възрастни, традиционните игри „не само не успяха да изчезнат, но също така се развиха с течение на времето в нови версии“.
Традиционните детски игри (наричани още народни игри, като например „народна топка“) се определят като тези, които се играят неформално с минимално оборудване, които децата учат чрез пример от други деца и които могат да се играят без позоваване на писмените правила. Тези игри обикновено се играят от деца на възраст между 7 и 12, с известна свобода в двата края на възрастовия диапазон." „Традиционните детски игри са тези, които се предават от дете на дете, поколение на поколение, неофициално от уста на уста“ и повечето детските игри включват поне две от следните шест характеристики в различно съотношение: физически умения, стратегия, шанс, повторение на модели, креативност и световъртеж.

## Гоненки
- Гоненица[4][5]
- Сляпа баба[5]
- British bulldogs (Sharks and minnows)
- Capture the flag (Stealing Sticks)
- Duck, duck, goose
- Duck on a rock
- Kabaddi
- Kick the can
- Марко Поло
- Monkey on Woodchips (Grounders)
- Patintero
- Pie
- Poison
- Puss in the corner[6]
- Ringolevio
- Statues (red light, green light; Grandmother's Footsteps)
- Tumbang preso
- What's the time, Mr Wolf?
- Chor Police

## Криеници
- Криеница[4][5][7]

## Игри с оборудване
- Игри с топка (категория игри)[4][5]
- Ball in a Cup
- Бейзбол
- Баскетбол
- Beanbag toss
- Игра с подхвърляне
- Conkers
- Continuous cricket
- Dandy shandy (вариация на крикет)
- Народна топка
- Футбол (вкл. днешните и в миналото разновидности и видове)
- Four Square (Kingey)
- Френски крикет
- Gaga
- Хандбал
- Търкаляне на обръч
- Подхвърляне на подкова
- Обръч
- Kick-to-kick
- Игра с нож (с риск неподходящ за деца)
- Lagori
- Игра на топчета[4][5]
- Minkey
- Mumblety-peg[8][9][a]
- Музикален стол
- Paddle ball
- Paper football
- Punchball
- Queenie[10]
- Silent ball
- Soccer hockey
- Пумпал
- Spud
- Stickball
- Игра на ластик с ръце[5]
- Stoop ball
- Тенис
- Tetherball
- Дърпане на въже

## Игри със скачане
- Ampe, по произход от Гана
- Double Dutch (скачане на въже)
- Hopscotch[4][5]
- Jumping Jacks
- Скачане на въже[4][5] (скачане на въже)
- Игра на ластик
- Прескочикобила[4][11]

## Игри за памет
- Развален телефон [4]
- Concentration
- Here Comes an Old Soldier from Botany Bay (Old Soldier)
- I packed my bag
- Kim's Game

## Салонни игри
- Hunt the Thimble[4] (Hot and Cold)
- Huckle buckle beanstalk[12] (Hot buttered beans[12])
- I spy
- Истина или предизвикателство?
- Wink Murder

## Игри с ръце
- Bloody knuckles
- Chopsticks
- Игри с пляскане[4][5]
- Игри с ръце (категория игри)[4]
- Mary Mack
- Pat-a-cake
- Пържолки
- Камък, ножица, хартия
- Борба с палци

## Други традиционни детски игри
- Buck buck (High Cockalorum)
- Bulleribock (Швеция)
- Button, button, who's got the button?
- Броенка[4][5]
- Crack the whip
- Game of dares[13]
- Doctor[14][a]
- Floor is Lava
- Follow the leader
- Four corners (game)
- House[14]
- Кър
- Jinx
- Пиян морков
- Knock, Knock, Ginger (Ding dong ditch)
- Ашик[5] (jackstones,[4] Jacks[5])
- Лимбо
- London Bridge
- Mother May I?
- Ninja
- Oshikura Manju
- Pencil fighting
- Piljke
- Pitching pennies
- Poohsticks
- Цепеница
- Ring a Ring o' Roses
- Seven Up
- Simon says[14]
- Singing games
- Skully
- Sleeping lions
- Stone skipping
- Морски шах
- Tip-cat
- Борба